# Feminismo individualista
Feminismo individualista (às vezes também chamado de feminismo libertário) é um termo para as ideias feministas que enfatizam o individualismo. Esta posição política combina o feminismo com o libertarianismo, argumentando que uma postura pró-capitalista e antiestado implica o reconhecimento de direitos iguais e empoderamento para as mulheres.

## Geral
Feministas individualistas tentam mudar os sistemas jurídicos, a fim de eliminar os privilégios de classe e privilégios de gênero e para garantir que as pessoas tenham direitos iguais. O feminismo individualista incentiva as mulheres a assumir total responsabilidade por suas próprias vidas. Ele também se opõe a qualquer interferência do governo nas escolhas que pessoas adultas fazem com seus próprios corpos, porque, segundo ele, esse tipo de interferência cria uma hierarquia coercitiva. Por esta razão rejeita mecanismos que limitam os direitos individuais ou a igualdade de direitos, como por exemplo a discriminação positiva, a proibição da prostituição e da  pornografia ou políticas de cotas de gênero. Isto  conecta o feminismo individualista ao feminismo sexo-positivo, que é conhecido por defender o direito à liberdade de expressão da feminilidade e da sexualidade.
O feminismo individualista tem suas raízes nas figuras femininas do liberalismo antiescravista e anarcoindividualismo do século XIX, do qual destaca-se a figura de Voltairine de Cleyre, entre outras, e nas mulheres fundadoras do movimento libertário moderno (capitalista laissez-faire) no século XX, como Rose Wilder Lane,  e Isabel Paterson . Suas principais expoentes são Wendy McElroy, Christina Hoff Sommers, Sharon Presley e Cathy Young.